# Waldkappel
Waldkappel település Németországban, Hessen tartományban. Lakosainak száma 4200 fő (2023. december 31.).

## Népesség
A település népességének változása:
| Lakosok száma | 4411 | 4309 | 4249 | 4239 | 4231 | 4200 |
|               | 2015 | 2017 | 2019 | 2021 | 2022 | 2023 |